# Tórtora birmana
La tórtora birmana (Streptopelia xanthocycla) és una espècie d'ocell de la família dels colúmbids (Columbidae) que habita zones àrides i terres de conreu del centre de Myanmar.

Considerada per diversos autors una subespècie de Streptopelia bitorquata.